# 朱敬鏞
永壽昭憲王朱敬鏞（16世紀—1603年前），明朝秦藩第七代永壽王，永壽榮靖王朱懷墡之嫡長子。

## 生平
嘉靖二十九年（1550年），永壽榮靖王朱懷墡去世。嘉靖三十七年（1558年）七月，朱敬鏞襲封永壽王。
薨年史書未載。萬曆三十一年（1603年）四月，行人張雲翼被派往永壽王府治喪。十二月，獲諡昭憲。兩年後，其嫡長子朱誼況襲爵。

## 家庭

### 子
- 嫡長子：永壽康裕王朱誼況

### 女
- 寧川縣主，儀賓李永芳[6]